# Libro de Zhuangzi
El Zhuangzi  es un texto chino antiguo de finales del periodo de los Reinos Combatientes (476 - 221 a. C.), el cual contiene historias y anécdotas que ejemplifican la naturaleza despreocupada del sabio ideal taoísta. Nombrado por su autor tradicional, "Maestro Zhuang" (Zhuangzi), el Zhuangzi es uno de los dos textos fundacionales del Taoísmo - junto con el Dàodé jīng (Lao-Tse) - y es generalmente considerado el más importante de todos los escritos taoístas.
El Zhuangzi consiste en una larga colección de anécdotas, alegorías, parábolas y fábulas que a menudo son humorísticas e irreverentes en su naturaleza. Sus temas principales son espontaneidad en acción y libertad del mundo humano y sus convenciones. Las fábulas y anécdotas en el texto intentan ilustrar la falsedad de las distinciones humanas entre bueno y malo, grande y pequeño, vida y muerte, y humano y naturaleza. Mientras otros filósofos escribieron sobre deberes morales y personales, Zhuangzi promovió el deambular sin preocupaciones y volverse uno con "el Camino" (Tào 道) al seguir a la naturaleza.
Aunque es conocido principalmente como un trabajo filosófico, el Zhuangzi es considerado como una de las más grandes obras literarias en toda la historia de China, y ha sido llamado "el más importante texto pre-Qin para el estudio de la literatura china" . Una obra maestra de habilidad tanto literaria como filosófica, ha influenciado significativamente a otros escritores por más de 2000 años, desde la dinastía Han hasta el presente. Muchos grandes escritores y poetas chinos en la historia — tales como Sima Xiangru y Sima Qian durante la dinastía Han (206 a. C. - 220 d. C.), Ruan Ji y Tao Yuanming durante las Seis Dinastías (222 - 589), Li Bai durante la dinastía Tang (618 - 907), y Su Shi y Lu You en la dinastía Song (960 - 1279) — fueron influenciados por el Zhuangzi .

## Historia

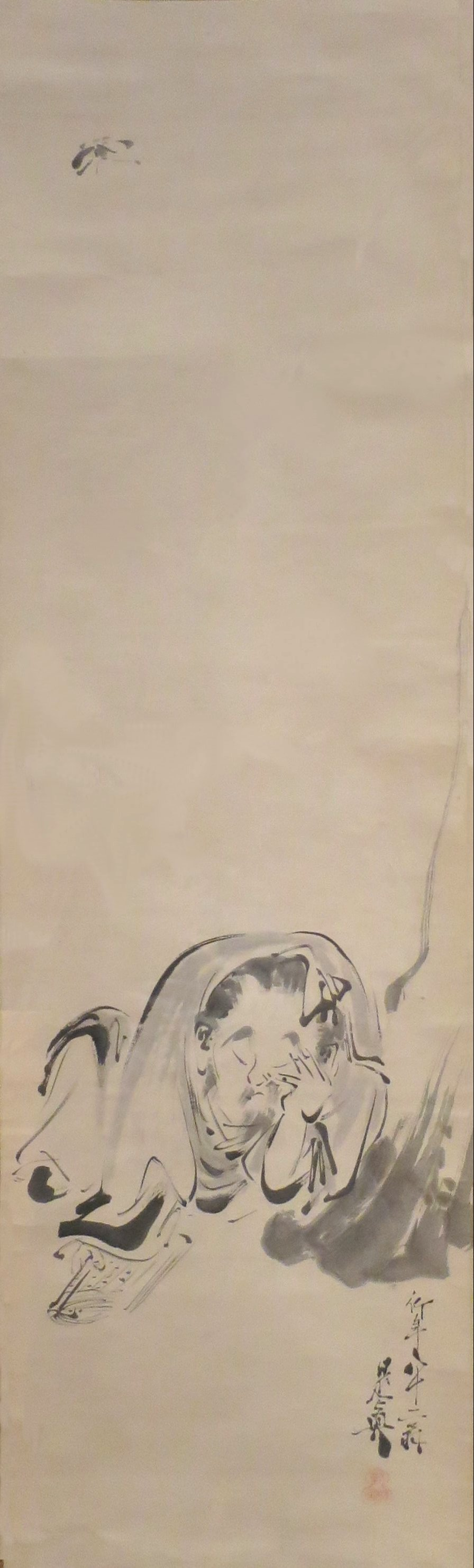
"Sueño de una Mariposa de Zhuangzi", por el pintor japonés Shibata Zeshin (1888)

El Zhuangzi es nombrado por y atribuido a Zhuang Zhou — "Maestro Zhuang" (en chino: "Zhuangzi" 莊子) — , hombre que generalmente se dice nació alrededor del 369 a. C. en un lugar llamado Meng (蒙), en el estado de Song (cerca de la moderna Shangqiu, provincia de Henán), y murió alrededor del 301, 295 o 286 a. C.. Casi no se sabe nada concreto sobre la vida de Zhuangzi. Se piensa que pasó tiempo en el sureño estado de Chu, así como también en Linzi, la capital del estado de Qi. En Registros de los Grandes Historiadores (Shiji 史記), de Sima Qian, la primera de las Veinticuatro Historias dinásticas de China, se halla una biografía de Zhuangzi, pero la mayor parte parece haber sido simplemente extraída de anécdotas del Zhuangzi mismo. El académico de Asia Oriental y traductor del Zhuangzi, Burton Watson, ha notado que "Quien quiera que haya sido Zhuang Zhou, los escritos atribuidos a él portan la estampa de una mente brillante y original".
Aunque el texto es generalmente tratado como un todo, académicos han reconocido desde al menos la dinastía Song (960 - 1279) que algunas partes del libro pudieron no haber sido escritas por el mismo Zhuangzi. Desde tiempos antiguos, sin embargo, los primeros siete capítulos — los nèi piān 內篇 "capítulos internos" —  han sido considerados ser el trabajo de Zhuangzi, y la mayoría de los académicos modernos están de acuerdo con esto. Cuántos, si es que alguno, de los 26 capítulos restantes — wài piān 外篇 "capítulos externos" y zá piān 雜篇 "capítulos misceláneos" —  fueron escritos por Zhuangzi, ha sido debatido desde hace mucho tiempo. Es generalmente aceptado que el capítulo medio y los que le siguen son el resultado de subsecuentes procesos de "acreción y redacción" por posteriores escritores "respondiendo a la centelleante brillantez" de los capítulos internos. Cada uno de los 33 capítulos sobrevivientes son aceptados como composiciones de los siglos IV y II a. C..
Se desconocen en su gran mayoría los detalles sobre la historia textual del Zhuangzi previa a la dinastía Han. Trazos de sus influencias en los textos filosóficos de finales del periodo de los Reinos Combatientes (475 - 221 a. C.), tales como el Guanzi, Han Feizi, Huainanzi y Lüshi Chunqiu sugieren que el linaje intelectual de Zhuangzi ya era bastante influyente en los estados de Qi y Chu en el siglo III a. C.. Los Registros de los Grandes Historiadores hacen referencia a un trabajo de Zhuangzi de 100.000 palabras, además de a varios capítulos que están aún en el texto. El Libro de Han (Han shu 漢書), terminado en el 111 d. C., lista al Zhuangzi en 52 capítulos, la cual creen muchos académicos es la forma original del trabajo. Un número de diferentes formas del Zhuangzi sobrevivieron dentro de la dinastía Tang (618 - 907), pero un corto y más popular forma del libro en 33 capítulos preparado por el filósofo y escritor Guo Xiang, alrededor del 300 d. C., es la fuente de todas las ediciones sobrevivientes. En el 742, el Zhuangzi canonizado como uno de los textos chinos clásicos por proclamación imperial del emperador Xuanzong de Tang, premiándolo con el título honorífico de Verdadera Escritura de Florescencia del Sur (Nanhua zhenjing 南華真經), aunque los académicos más ortodoxos no consideran al Zhuangzi como un verdadero "clásico" (jing 經) debido a su naturaleza no confuciana.

### Manuscritos

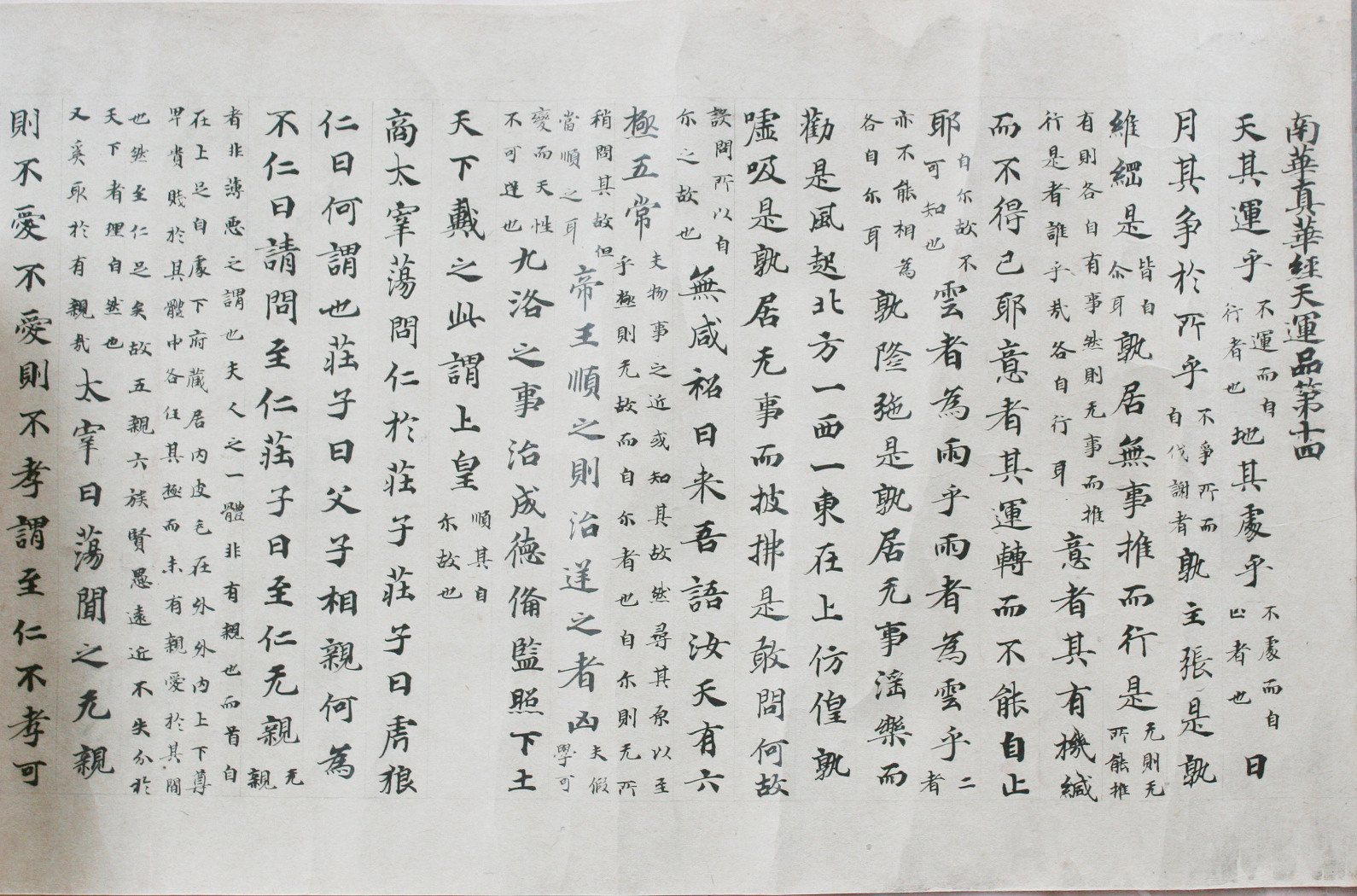
Zhuangzi manuscrito de la dinastía Tang preservado en Japón (réplica de 1930)

Porciones del Zhuangzi han sido descubiertas en textos de tablillas de bambú del periodo de los Reinos Combatientes y tumbas de la dinastía Han, particularmente en las láminas de textos de bambú de Shuanggudui y Zhangjiashan Han. Una de las tablillas de los textos de Guodian, que data alrededor del 300 a. C., contiene lo que parece ser un corto fragmento del capítulo "Saqueando Arcas" ("Qu qie" 胠篋).
Un gran número de fragmentos del Zhuangzi que datan de principios de la dinastía Tang fueron descubiertos entre los manuscritos Dunhuang, a principios del siglo XX por las expediciones del explorador húngaro-británico Aurel Stein y el sinólogo francés Paul Pelliot. Colectivamente forman cerca de doce capítulos de la versión de Guo Xiang del Zhuangzi, y son preservados principalmente por la Biblioteca Británica y la Biblioteca Nacional de Francia..
Entre los tesoros nacionales de Japón preservados en el templo Kōzan-ji en Kioto, se encuentra un manuscrito Zhuangzi del periodo Muromachi (1338 - 1573). El manuscrito tiene siete capítulos completos de los "exteriores" y "misceláneos", y se cree que son una copia cercana de una edición anotada en el siglo VII por el maestro chino taoísta Cheng Xuanying (成玄英; fl. 630–660).

## Contenido

### Visión general
Casi todos los 33 capítulos sobrevivientes del Zhuangzi contienen fábulas y alegorías. La mayoría de sus historias son bastante cortas y simples, tales como "Santi" y "Amén" perforándole agujeros a "Wonton" (capítulo 7) o Zhuangzi siendo descubierto sentándose y golpeando un lavabo después de que su esposa muriera (capítulo 18); aunque algunos son más largos y complejos, como la historia del maestro Li y el mago (capítulo 14) y la narración de la música del emperador Amarillo (capítulo 14). A diferencia de otras historias y alegorías de textos de la era pre-Qin, el Zhuangzi es único porque las alegorías forman el corpus del texto, en lugar de ser características ocasionales, y siempre son ocurrentes, emocionales y no están limitadas a la realidad.
A diferencia de otras obras chinas, estas alegorías no fueron usualmente basadas en leyendas históricas y proverbios, la mayoría de las historias del Zhuangzi parecen haber sido inventadas por el mismo Zhuangzi. Algunas son completamente caprichosas, tales como la extraña descripción de la evolución del "rocío nebuloso" en caballos y humanos a través de una serie de sustancias e insectos, mientras que otros pocos pasajes parecen ser "absoluta y dolorosamente sin sentido" como se lee en el Jabberwocky de Lewis Carroll . El Zhuangzi está lleno de peculiares y fantásticos personajes, tales como el "Tartamudo Loco", el "Académico Pretencioso", "Señor Arado" y un hombre que cree que su brazo izquierdo se convertirá en un gallo, su brazo derecho en un arco de flechas y sus nalgas en ruedas de carreta.
Un maestro del lenguaje, Zhuangzi a veces aborda la lógica y el razonamiento, pero entonces lo para de cabeza o lleva los argumentos a la absurdidad para demostrar las limitaciones del conocimiento humano y el mundo racional. Algunos de los razonamientos de Zhuangzi, como su renombrado argumento con su amigo Huizi (maestro Hui) sobre la dicha de los peces (capítulo 17), han sido comparados con las tradiciones de los diálogos socráticos y platónicos, y las paradojas de Huizi, cerca del final del libro, han sido denominadas "sorprendentemente como aquellas de Zenón de Elea" .

### Pasajes notables

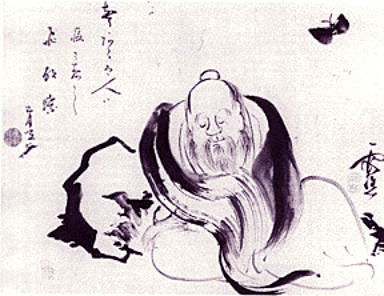
"Sueño de una Mariposa de Zhuangzi",
por el pintor japonés del Ike no Taiga.

#### "El sueño de la mariposa"
La historia más conocida del Zhuangzi – "Sueños de Zhuang Zhou sobre Ser Mariposa" (Zhuāng Zhōu mèng dié 莊周夢蝶) – aparece al final del segundo capítulo: "Sobre la Igualdad de las Cosas".

Érase una vez, Zhuang Zhou soñó que era una mariposa, una mariposa revoloteando felizmente. No sabía que él era Zhou. De repente, despertó y era palpablemente Zhou. No supo si era Zhou, quien había soñado que era una mariposa, o una mariposa soñando que era Zhou. Ahora, debe haber una diferencia entre Zhou y una mariposa. Esto es llamado la transformación de las cosas.

La llamativa imagen de Zhuangzi preguntándose si era un hombre que soñó que era una mariposa o una mariposa soñando que es un hombre, es tan bien conocida que dramas enteros han sido escritos sobre este tema. En él, Zhuangzi "[juega] con el tema de la transformación" , ilustrando que "la distinción entre estar despierto o soñando es otra falsa dicotomía. Si [uno] los distingue, ¿cómo puede [uno] decir si [uno] está ahora dormido o despierto?" .

#### "El Cocinero Ding Descuartiza un Buey"
En la historia de "El cocinero Ding descuartiza un Buey" (Páo Dīng jiě niú 庖丁解牛), del capítulo "Secretos para Nutrir la Vida", Zhuangzi usa famosamente la imagen de un carnicero hábil para ilustrar la característica de "cero mente" de alguien que ha dominado los principios del Tao al seguir completamente a la naturaleza.

El cocinero Ding estaba descuartizando un buey para Lord Wenhui. En cada roce de su mano, cada tirón de su hombro, cada movimiento de sus pies, cada empuje de rodilla - ¡zip!, ¡zoop! - deslizaba un cuchillo junto con un "zing" y todo estaba en perfecto ritmo, como si estuviera interpretando la Danza de la Arboleda de la Mora o manteniendo el tiempo de la música Jingshou.

"¡Ah, esto es maravilloso!" dijo Lord Wenhui. "¡Imagina a la habilidad llegando a tales alturas!"
El cocinero Ding dejó su cuchillo y replicó, "Lo que me importa de esto es el Camino ["Tao"], el cual va más allá de la habilidad. Cuando recién comencé a descuartizar bueyes, todo lo que podía ver era el buey mismo. Después de tres años ya no veía al buey entero. Y ahora, ahora voy a él por espíritu y no veo con mis ojos. Percepción y entendimiento se han detenido y el espíritu se mueve por donde quiere. Voy junto con el maquillaje natural, atacó en los grandes huecos, guío el cuchillo a través de las grandes aberturas y sigo las cosas tal como son. Así que nunca toco el menor ligamento o tendón, mucho menos una articulación".
"Un buen cocinero cambia su cuchillo una vez al año -  porque él corta. Un cocinero mediocre cambia su cuchillo una vez al mes - porque él taja. He tenido este cuchillo por diecinueve años y he descuartizado miles de bueyes con él, y aun así la cuchilla es tan buena como si recién hubiera llegado de la esmoladera. Hay espacios entre las articulaciones, y la cuchilla del cuchillo realmente no tiene grosor. Si tu insertas lo que no tiene grosor en tales espacios, entonces hay bastante espacio - más que suficiente para que la cuchilla juegue alrededor. Es por eso que después de diecinueve años la cuchilla de mi cuchillo es aún tan buena como si viniera por primera vez de la esmoladera".
"Sin embargo, cuando voy a un lugar complicado, mido las dificultades, me digo a mí mismo que esté alerta y tenga cuidado, mantengo mis ojos en lo que estoy haciendo, trabajo muy lento y muevo el cuchillo con una gran sutileza, hasta que -"¡flop!" todo se despedaza como un terrón desmoronándose hasta el suelo. Me paro sosteniendo el cuchillo y miro alrededor, completamente satisfecho y reluctante a seguir adelante, entonces limpio el cuchillo y lo hago a un lado".
 
"¡Excelente!" dijo Lord Wenhui. "He escuchado las palabras del cocinero Ding y aprendido cómo nutrir la vida!"
Zhuangzi, chapter 3

#### "La muerte de Wonton"
Otra historia muy conocida del Zhaungzi - "La Muerte de Wonton (Hùndùn zhī sǐ 渾沌之死) - ilustra los peligros que Zhuangzi vio en el ir contra la naturaleza de las cosas.

El emperador de los Mares del Sur era Santi, el emperador de los Mares del Norte era Amén y el emperador del Centro era Wonton. Santi y Amén a menudo se encontraban en la tierra de Wonton, y Wonton los trataba muy bien. Queriendo devolver a Wonton algo de su amabilidad, Santi y Amén dijeron "Toda la gente tiene hoyos para ver, escuchar, comer y respirar. Wonton no los tiene. Hay que tratar de perforarle unos hoyos". Así que cada día le perforaron un hoyo, y en el séptimo día, Wonton murió.

Zhuangzi creyó que la más grande de todas las felicidades humanas podía lograrse a través de un entendimiento elevado de la naturaleza de las cosas, y que para desarrollarse completamente, uno necesitaba expresar su habilidad innata. En esta anécdota, Zhuangzi de manera humorística y absurda usa a Wonton – un nombre usado para la concepción china del caos primordial y, en analogía física, para la sopa wonton – para demostrar lo que él creía eran las desastrosas consecuencias de ir en contra de la naturaleza innata de las cosas.

#### "El Debate de la Dicha de los Peces"
La historia de "El debate de la dicha de los peces" (Yú lè zhī biàn 魚樂之辯) es una bien conocida anécdota que ha sido comparada con la tradición de los diálogos socráticos de la antigua Grecia.

    Zhuangzi y Huizi se divertían en el puente sobre el Río Hao. 

    Zhuangzi dijo "¡Los pececillos están lanzándose libre y fácilmente! Así es como los peces son felices". 

    Huizi replicó "Tu no eres un pez. ¿Cómo sabes que los peces son felices?" 

    Zhuangzi dijo "Tu no eres yo. ¿Cómo sabes que yo no sé que los peces son felices?" 

    Huizi dijo "Yo no soy tu, por supuesto, así que no sé sobre ti. Pero obviamente tu no eres pez; así que el caso está completo, tu no sabes que los peces son felices".

    Zhuangzi dijo "Regresemos al comienzo de esto. Tu dijiste ¿Cómo sabes que los peces son felices?; pero al preguntarme esto, ya sabías que yo lo sabía. Lo sé justo aquí justo aquí sobre el Hao".

El punto exacto hecho por Zhuangzi en este debate no está enteramente claro. La historia parece hacer el punto de que "saber" una cosa es simplemente un estado de la mente y que no es posible determinar si saber tiene una validez objetiva. Esta historia ha sido citada como un ejemplo de la maestría lingüística de Zhuangzi, pues usa sutilmente la razón para hacer demostrar un punto anti racionalista.

#### "Tamborileando en una Bañera y Cantando"
Otra bien conocida historia del Zhuangzi – "Tamborileando en una bañera y cantando" (Gǔ pén ér gē 鼓盆而歌) – describe cómo Zhuangzi no veía la muerte como algo que debe ser temido.

     La esposa de Zhuangzi murió. Cuando Huizi fue a comunicarle sus condolencias, halló a Zhuangzi sentado con sus piernas tendidas, golpeteando en una bañera y cantando. "Tu viviste con ella, ella trajo a tu hijo al mundo y envejeció", dijo Huizi. "Debería ser suficiente simplemente no llorar por su muerte. Pero golpetear en una bañera y cantando– esto ha llegado muy lejos ¿no lo crees?"

     Zhuangzi dijo, "Estás equivocado. Cuando recientemente murió, ¿crees que no me afligí como cualquier otro? Pero miré atrás a su comienzo y al tiempo antes de que ella naciera. No solo al tiempo antes de que ella naciera, sino al tiempo antes de que ella tuviera un cuerpo. No solo al tiempo antes de que ella tuviera cuerpo, sino al tiempo antes de que tuviera espíritu. En medio del revoltijo de la maravilla y el misterio, un cambio tomó lugar y ella tuvo un espíritu. Otro cambio y ella tuvo un cuerpo. Otro cambio y nació. Ahora ha habido otro cambio y ha muerto. Es como la progresión de las cuatro estaciones: primavera, verano, otoño, invierno".

     "Ahora descansará en paz en una amplia habitación. Si la siguiera berreando y sollozando, demostraría que no entiendo nada sobre el destino. Así que me detuve".

Zhuangzi parece haber visto a la muerte como un proceso natural de transformación, donde se abandona una forma de existencia y se asume otra. En el segundo capítulo, señala el punto de que, para todo conocimiento humano, la muerte puede tal vez ser mejor que la vida: "¿Cómo sé que la amada vida no es una ilusión? ¿Cómo sé que al odiar la muerte no soy como un hombre que, habiendo dejado su hogar en la juventud, ha olvidado el camino de regreso?" Sus escritos enseñan que "el hombre o la mujer sabios aceptan la muerte con ecuanimidad y, por lo tanto, llegan a la felicidad absoluta" .

### Lista de capítulos
| Capítulo | Título                                  | Título chino          |
| -------- | --------------------------------------- | --------------------- |
| 1        | "Deambular sin preocupaciones"          | Xiāoyáo yóu 逍遙遊    |
| 2        | "Sobre la Igualdad de las Cosas"        | Qí wù lùn 齊物論      |
| 3        | "Esenciales para Nutrir la Vida"        | Yǎng shēng zhǔ 養生主 |
| 4        | "El Mundo Humano"                       | Rén-jiān shì 人間世   |
| 5        | "Símbolos de Integridad Lograda"        | Dé chōng fú 德充符    |
| 6        | "El Gran Maestro Ancestral"             | Dà zōng shī 大宗師    |
| 7        | "Respuestas de Emperadores y Reyes"     | Yìng dì wáng 應帝王   |
| 8        | "Dedos de los Pies Palmeados"           | Piān mǔ 駢拇          |
| 9        | "Cascos de Caballos"                    | Mǎ-tí 馬蹄            |
| 10       | "Saqueando las Arcas"                   | Qū qiè 胠篋           |
| 11       | "Preservando y Aceptando"               | Zài yòu 在宥          |
| 12       | "Cielo y Tierra"                        | Tiān-dì 天地          |
| 13       | "El Camino del Cielo"                   | Tiān dào 天道         |
| 14       | "Revoluciones Celestiales"              | Tiān yùn 天運         |
| 15       | "Opiniones Arraigadas"                  | Kè yì 刻意            |
| 16       | "Reparando la Naturaleza"               | Shàn xìng 繕性        |
| 17       | "Inundaciones de Otoño"                 | Qiū shuǐ 秋水         |
| 18       | "Júbilo Último"                         | Zhì lè 至樂           |
| 19       | "Entendiendo la Vida"                   | Dá shēng 達生         |
| 20       | "El Árbol de Montaña"                   | Shān mù 山木          |
| 21       | "Sir Campo Cuadrado"                    | Tián-zǐ fāng 田子方   |
| 22       | "El Conocimiento Deambula por el Norte" | Zhī běi yóu 知北遊    |
| 23       | "Gengsang Chu"                          | Gēngsāng Chǔ 庚桑楚   |
| 24       | "Xu Sin Fantasma"                       | Xú wú-guǐ 徐無鬼      |
| 25       | "Soleado"                               | Zé yáng 則陽          |
| 26       | "Cosas Externas"                        | Wài wù 外物           |
| 27       | "Metáforas"                             | Yù yán 寓言           |
| 28       | "Abdicando la Realeza"                  | Ràng wáng 讓王        |
| 29       | "Alfombra de Goma"                      | Dào zhí 盜跖          |
| 30       | "Discurriendo sobre las espadas"        | Shuō jiàn 說劍        |
| 31       | "Un Pescador Viejo"                     | Yú fù 漁父            |
| 32       | "Lie Yukou"                             | Liè Yùkòu 列禦寇      |
| 33       | "Todo Bajo el Cielo"                    | Tiānxià 天下          |

| "Capítulos Interiores" (Nèi piān 內篇)  |
| "Capítulos Exteriores" (Wài piān 外篇)  |
| "Capítulos Miscenláneos" (Zá piān 雜篇) |

## Temas

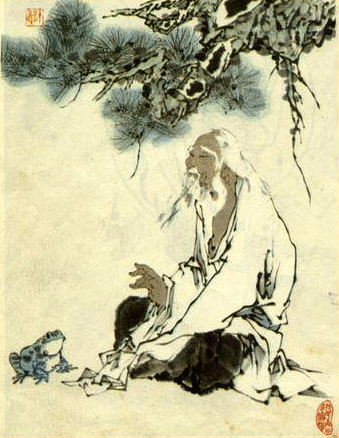
Zhuangzi como un hombre viejo.

Las historias y anécdotas del Zhuangzi encarnan un altamente único conjunto de principios y actitudes, incluyendo vivir con espontaneidad natural, unir el ser interior con el "Camino" (Tao) cósmico, distanciarse de las obligaciones políticas y sociales, aceptar la muerte como una transformación natural, mostrar aprecio y alabanza por cosas que otros ven como inútiles o sin objetivo, y estridentemente rechazar valores sociales y razonamiento convencional.Estos principios forman el núcleo de ideas de la filosofía del Taoísmo. Las otras principales escuelas filosóficas de la antigua China – tales como el confucianismo, legalismo y moísmo – se preocupaban por concretas reformas sociales, políticas o éticas diseñadas para reformar a las personas y la sociedad y, por lo tanto, aliviar los problemas y el sufrimiento del mundo. Sin embargo, Zhuangzi creía que la clave de la verdadera felicidad era liberarse del mundo y sus estándares a través del principio taoísta de la "inacción" (wúwéi 無為) – que no está basado en ningún esfuerzo intencional o motivos para ganar – y se oponía fundamentalmente a sistemas que impusieran orden en los individuos.
El Zhuangzi interpreta el universo como una cosa que cambia espontáneamente sin un dios consciente o voluntad dirigiéndola, y argumenta que los humanos pueden alcanzar la felicidad absoluta al vivir espontáneamente también. Argumenta que debido a las avanzadas habilidades cognitivas humanas, se tiene la tendencia a crear distinciones artificiales – como bien versus mal, grande versus pequeño, utilidad versus inutilidad y sistemas sociales como el confucianismo – que apartan a uno de la espontaneidad natural del universo. Para ilustrar la espontaneidad y no mente que sintió deben caracterizar a la acción humana, Zhuangzi usa frecuentemente la analogía de los artesanos. Como Burton Watson escribe "el hábil tallador de madera, el hábil carnicero, el hábil nadador no ponderan o racionalizan el curso que su acción debe tomar; su habilidad se ha vuelto tanto un parte de él, que simplemente actúa de manera instintiva y espontánea y, sin saber por qué, logra el éxito". El término "deambular" (yóu 遊) es usado a lo largo de las historias del Zhuangzi para describir cómo una persona iluminada "deambula a través de toda la creación, disfrutando sus delicias sin apegarse a ninguna de sus partes".
El Zhuangzi se opone vigorosamente al gobierno formal, el cual Zhuangzi parece sentir que es problemático en su fundación "por la oposición entre hombre y naturaleza" . El texto trata de mostrar que "en cuanto un gobierno interviene en asuntos naturales, destruye toda la posibilidad de felicidad genuina" . No es claro si la posición de Zhuangzi fue "equivalente a la anarquía, y si no estaba a favor de la violencia" . Las referencias políticas en el Zhuangzi se preocupan más por lo que el gobierno no debería hacer que por el tipo de gobierno que debería existir.
Académicos occidentales han notado desde hace tiempo que el Zhuangzi es a menudo fuertemente anti racionalista. El moísmo, derivado del posible contemporáneo de Zhuangzi, Mozi, fue la escuela más lógicamente sofisticada de la antigua China. Mientras que la razón y la lógica se volvieron la marca de la filosofía griega y de la totalidad de la tradición filosófica occidental después, en China los filósofos prefirieron confiar en la persuasión moral y la intuición. El Zhuangzi jugó un rol significativo en el escepticismo tradicional chino hacia el racionalismo, pues Zhuangzi frecuentemente vuelve argumentos lógicos del revés para satirizarlos y desacreditarlos. No obstante, Zhuangzi no abandonó enteramente el lenguaje y la razón, sino que "sólo deseó señalar que sobredepender de ellos puede limitar la flexibilidad de pensamiento" . 

## Influencia
Virtualmente cada escritor o poeta principal chino en la historia, desde Sima Xiangru y Sima Qian durante la dinastía Han, Ruan Ji y Tao Yuanming durante las Seis dinastías, Li Bai durante la dinastía Tang; hasta Su Shi y Lu You en la dinastía Song fueron "profundamente imbuidos con las ideas y maestría del Zhuangzi" .

### Primeros tiempos
Rastros de la influencia del Zhuangzi en los textos de finales del periodo de los Reinos Combatientes como el Guanzi, Han Feizi, Huainanzi, y Lüshi Chunqiu sugieren que el linaje intelectual del Zhuangzi ya era bastante influyente en los estados de Qi y Chu en el siglo III a. C.. Sin embargo, durante las dinastías Qin y Han con sus ideologías legalistas y confucionistas respectivamente, patrocinadas por el estado; no parece haber sido altamente considerado. Una excepción es el trabajo del 170 a. C. del académico de la dinastía Han, Jia Yi, llamado "Fu sobre el Búho" (Fúniǎo fù 鵩鳥賦), la primera rapsodia fu definitivamente conocida, que no hace referencia al Zhangzi por el nombre pero lo cita en un sexto del poema.
Después del colapso de la dinastía Han en el 207 d. C. y el subsecuente caos del periodo de los Tres Reinos, el Zhuangzi y Zhuang Zhou comenzaron a ganar popularidad y aclamación. Los poetas del siglo III d. C. Ruan Ji y Xi Kang, miembros de los famosos Siete Sabios del Bosque de Bambú, fueron ardientes admiradores del Zhuangzi  y uno de los ensayos de Ruan, titulado "Discurso sobre Resumir el Zhuangzi" (Dá Zhuāng lùn 達莊論), aún se conserva. Este periodo vio al confucianismo temporalmente superado por un renacimiento del Taoísmo y viejos textos de adivinación, como el Libro de los Cambios (I Ching 易經), y muchos poetas, artistas y calígrafos chinos de la Alta Edad Media fueron profundamente influenciados por él..

### Taoísmo y budismo
El Zhuangzi ha sido llamado "el más importante de todos los textos taoístas"  y sus "capítulos interiores" encarnan las ideas centrales de la filosofía taoísta. En el siglo IV d. C., el Zhuangzi se volvió una gran fuente de imágenes y terminología para una nueva forma de taoísmo conocida como la "Más Alta Claridad" (Shangqing 上清), escuela que fue popular entre la aristocracia de la dinastía Jin (265 – 420 d. C.). El taoísmo de la "Más Alta Claridad" tomó prestados notables términos del Zhuangzi, como "hombre perfeccionado" (zhen ren 真人), "Gran Claridad" (Tai Qing 太清), y "ayunar la mente" (xin zhai 心齋), y aunque son usados de manera algo diferente que en el Zhuangzi mismo, aún muestran el importante rol que este último jugó en aquel tiempo.
El Zhuangzi fue muy influyente en la adaptación del budismo a la cultura china después de la introducción de este en el siglo I d. C.. Zhi Dun, el primer monje budista aristócrata de China, escribió un prominente comentario sobre el Zhuangzi a mitad del siglo IV. El Zhuangzi también jugó un rol significativo en la formación del budismo Chan ("Zen"), el cual creció de "una fusión de ideología budista y pensamiento taoísta antiguo" . Entre los rasgos que el budismo Chen/Zen tomó prestados del Zhuangzi están la desconfianza en el lenguaje y la lógica, la insistencia de que el "Tao" puede ser encontrado en todo, incluso heces y orina, y un cariño por los diálogos basados en acertijos o declaraciones retadoras de paradigmas conocidos como gong'an (公案; kōan japonés).

### Mundo moderno
Fuera de China y la esfera cultural del Asia Oriental, el Zhuangzi está muy por detrás del Tao Te Ching en popularidad general, y es raramente conocido por no académicos. Un número prominente de eruditos han intentado traer al Zhuangzi hacia una atención más amplia entre los lectores occidentales. En 1939, el traductor científico y sinólogo Arthur Waley describió al Zhuangzi como "uno de los más entretenidos, así como uno de los más profundos libros en el mundo". En la introducción de su traducción de 1994 del Zhuangzi, el notable sinólogo Victor H. Mair escribió: "Tengo la sensación injusta de que el Tao te Ching es tan bien conocido por mis compañeros ciudadanos mientras que el Zhuangzi es completamente ignorado, porque creo firmemente que este último es en cada aspecto un trabajo superior" .

## Traducciones seleccionadas
- Giles, Herbert (1889), Chuang Tzŭ:  Mystic, Moralist and Social Reformer, London: Bernard Quaritch; 2nd edition, revised (1926), Shanghái: Kelly and Walsh; reprinted (1961), London: George Allen and Unwin.
- Legge, James (1891), The Texts of Taoism, in Sacred Books of the East, vols. XXXIX, XL, Oxford: Oxford University Press.
- Fung, Yu-lan (1933), Chuang Tzu, a New Selected Translation with an Exposition on the Philosophy of Kuo Hsiang, Shanghái: Shang wu.
- Watson, Burton (1964), Chuang tzu: Basic Writings, New York: Columbia University Press; 2nd edition (1996); 3rd edition (2003) converted to pinyin.
- (en japonés) Fukunaga, Mitsuji 福永光次 (1966).  Sōshi 荘子 [Zhuangzi]. 3 vols. Tokyo: Asahi.
- Watson, Burton (1968), The Complete Works of Chuang Tzu, New York: Columbia University Press.
- (en francés) Liou, Kia-hway 劉家槐 (1969), L'œuvre complète de Tchouang-tseu [The Complete Works of Zhuangzi], Paris: Gallimard.
- (en japonés) Akatsuka, Kiyoshi 赤塚志 (1977), Sōshi 荘子 [Zhuangzi], in Zenshaku kanbun taikei 全釈漢文大系 [Fully Interpreted Chinese Literature Series], vols. 16-17, Tokyo: Shūeisha.
- Graham, A.C. (1981), Chuang-tzu, The Seven Inner Chapters and Other Writings from the Book Chuang-tzu, London: George Allen and Unwin.  Translation notes published separately in 1982 as Chuang-tzu: Textual Notes to a Partial Translation, London: School of Oriental and African Studies.
- Mair, Victor H. (1994), Wandering on the Way: Early Taoist Tales and Parables of Chuang Tzu, New York: Bantam Books; republished (1997), Honolulu: University of Hawaii Press.
- Ziporyn, Brook (2009), Zhuangzi: The Essential Writings with Selections from Traditional Commentaries, Indianapolis: Hackett Publishing.

### Trabajos citados
- Goldin, Paul R. (2001). «The Thirteen Classics».  En Mair, Victor H., ed. The Columbia History of Chinese Literature. New York: Columbia University Press. pp. 86-96. ISBN 0-231-10984-9.
- Graham, A. C. (1981). Chuang-tzu, The Seven Inner Chapters and other writings from the book Chuang-tzu. London: George Allen and Unwin. ISBN 0-04-299013-0.
- Idema, Wilt; Haft, Lloyd (1997). A Guide to Chinese Literature. Ann Arbor: Center for Chinese Studies, University of Michigan. ISBN 0-89264-123-1.
- Kern, Martin (2010). «Early Chinese literature, Beginnings through Western Han».  En Owen, Stephen, ed. The Cambridge History of Chinese Literature, Volume I: To 1375. Cambridge: Cambridge University Press. pp. 1-115. ISBN 978-0-521-85558-7.
- Knechtges, David R. (2014). «Zhuangzi 莊子».  En Knechtges, David R.; Chang, Taiping, eds. Ancient and Early Medieval Chinese Literature:  A Reference Guide, Part Four. Leiden: Brill. pp. 2314-23. ISBN 978-90-04-27217-0.
- Mair, Victor H. (1994). Wandering on the Way: Early Taoist Tales and Parables of Chuang Tzu. New York: Bantam Books. ISBN 0-553-37406-0. (Google Books)
- ——— (1998). «Chuang-tzu».  En Nienhauser, William, ed. The Indiana Companion to Traditional Chinese Literature, Volume 2. Bloomington: Indiana University Press. pp. 20-26. ISBN 0-253-33456-X. (Google Books)
- ——— (2000). «The Zhuangzi and its Impact».  En Kohn, Livia, ed. Daoism Handbook. Leiden: Brill. pp. 30-52. ISBN 978-90-04-11208-7.
- Nivison, David Shepherd (1999). «The Classical Philosophical Writings – Zhuangzi».  En Loewe, Michael; Shaughnessy, Edward, eds. The Cambridge History of Ancient China. Cambridge: Cambridge University Press. pp. 783-90. ISBN 0-521-47030-7.
- Puett, Michael (2001). «Philosophy and Literature in Early China».  En Mair, Victor H., ed. The Columbia History of Chinese Literature. New York: Columbia University Press. pp. 70–85. ISBN 0-231-10984-9.
- Roth, H. D. (1993). «Chuang tzu 莊子».  En Loewe, Michael, ed. Early Chinese Texts: A Bibliographical Guide. Berkeley: Society for the Study of Early China;  Institute of East Asian Studies, University of California Berkeley. pp. 56–66. ISBN 1-55729-043-1.
- Watson, Burton (2003) [1964]. Zhuangzi: Basic Writings. New York: Columbia University Press. ISBN 0231129599.
- ———; Graham, A. C. (1999). «The Way of Laozi and Zhuangzi — Transformation and Transcendence in the Zhuangzi».  En de Bary, Wm. Theodore; Bloom, Irene, eds. Sources of Chinese Tradition, Vol. 1: From Earliest Times to 1600 (2nd edición). New York: Columbia University Press. pp. 95-111. ISBN 978-0-231-10939-0.
- Wilkinson, Endymion (2015). Chinese History: A New Manual (4th edición). Cambridge, Mass.: Harvard University Asia Center. ISBN 978-0-674-08466-7.

## Ediciones en español
- Zhuang Zi. «Maestro Chuang Tsé». Traducción directa del chino de los 33 capítulos, introducción y notas a cargo de Iñaki Preciado Idoeta. Barcelona: Editorial Kairós. 1996 (3ª edición 2007). ISBN 978-84-7245-335-7.
- Los capítulos interiores de Zhuang Zi. Tercera versión en castellano de los siete capítulos iniciales. Traducción directa del chino a cargo de Pilar González España y Jean Claude Pastor-Ferrer. Madrid: Editorial Trotta. 1998 (2ª edición 2005). ISBN 978-84-8164-239-1.
- Chuang-Tzu, Obra completa. Traducción de Cristobal Serra Simó. Edicions Cort. 2005. ISBN 978-84-7535-580-1.
- Chuang-Tzu. Traducción directa del chino de los 33 capítulos, introducción y notas a cargo de Carmelo Elorduy. Manila: East Asian Pastoral Institute / Caracas: Monte Ávila Editores. 1967 / 1972. ISBN 980-01-0446-1.